# Liste der Monuments historiques in Coincourt
Die Liste der Monuments historiques in Coincourt führt die Monuments historiques in der französischen Gemeinde Coincourt auf.

## Liste der Objekte
| Bezeichnung      | Beschreibung                                                          | Standort                    | Kennzeichnung | Schutzstatus | Datum | Bild |
| ---------------- | --------------------------------------------------------------------- | --------------------------- | ------------- | ------------ | ----- | ---- |
| Altarrelief      | Holz, farbig gefasst und vergoldet, erste Hälfte des 18. Jahrhunderts | in der Kirche St-Dié (Lage) | PM54000149    | Classé       | 1983  |      |
| Kelch und Patene | Silber, vergoldet, 18. Jahrhundert                                    | in der Kirche St-Dié (Lage) | PM54000150    | Classé       | 1983  |      |